# Edmonton (Raión de Podilsk)
Edmonton  (ucraniano: Андріївка) es una localidad del Raión de Podilsk en el Óblast de Odesa de Ucrania. Según el censo de 2001, tiene una población de 18 habitantes.